# Ardalion Ignaťjev
Ardalion Vasiljevič Ignaťjev (rusky Ардалион Васильевич Игнатьев; 22. prosince 1930 – 24. září 1998) byl sovětský atlet, sprinter, specialista na 400 metrů.

## Sportovní kariéra
Startoval na olympiádě v Helsinkách v roce 1952, kde postoupil do semifinále běhu na 400 metrů. Největšího úspěchu dosáhl na evropském šampionátu v Bernu v roce 1954 – zvítězil v běhu na 400 metrů a vybojoval stříbrnou medaili na 200 metrů. Na univerziádě v roce 1955 vyrovnal časem 46,0 evropský rekord Němce Harbiga v běhu na 400 metrů. V olympijském finále na 400 metrů v roce 1956 v Melbourne doběhl zároveň s Finem Voitto Hellsténem na třetím místě.